# Сен-Лазар (станция метро)
Сен-Лазар — крупный пересадочный узел Парижского метрополитена между линиями 3, 12, 13 и 14, расположенный на границе VIII и IX округов Парижа. Конечная станция линии 14. По уровню входного пассажиропотока, согласно статистике STIF и RATP, станция регулярно занимает второе место после пересадочного узла метро Гар-дю-Нор, однако при этом в 2020 году, в результате коронакризиса, пересадочный узел впервые вышел на первое место по годовому пассажиропотоку за год, обогнав многолетнего лидера — Гар дю Нор, чей пассажиропоток обвалился более, чем в 1,5 раза. Назван по одноимённым улице (Рю Сен-Лазар) и вокзалу, расположен возле ведущих госучреждений Парижа. На платформе станции линии 14 установлены платформенные раздвижные двери, а на платформе станции линии 13 установлены автоматические платформенные ворота.

## История
- Первым открылся зал линии 3, это произошло 14 октября 1904 года, через 4 дня после открытия первого пускового участка линии (Пер-Лашез — Вилье).
- 5 ноября 1910 год открылся зал линии 12 как часть тогдашней линии A компании Север-Юг в составе пускового участка Порт-де-Версаль — Нотр-дам-де-Лорет.
- Зал линии 13 открылся 26 февраля 1911 года в составе участка Сен-Лазар — Порт-де-Сен-Уэн и был конечной станцией линии до 27 июня 1973 года, когда открылся участок до станции Миромениль. 27 марта 1931 года линии A и B компании Север-Юг получили свои нынешние номера 12 и 13.
- 12 июля 1999 года открылся переход на станцию RER Османн — Сен-Лазар. 16 декабря 2003 года открылся зал линии 14. В 2004 году открылся пересадочный коридор на станцию «Сент-Огюстен» линии 9.

## Галерея

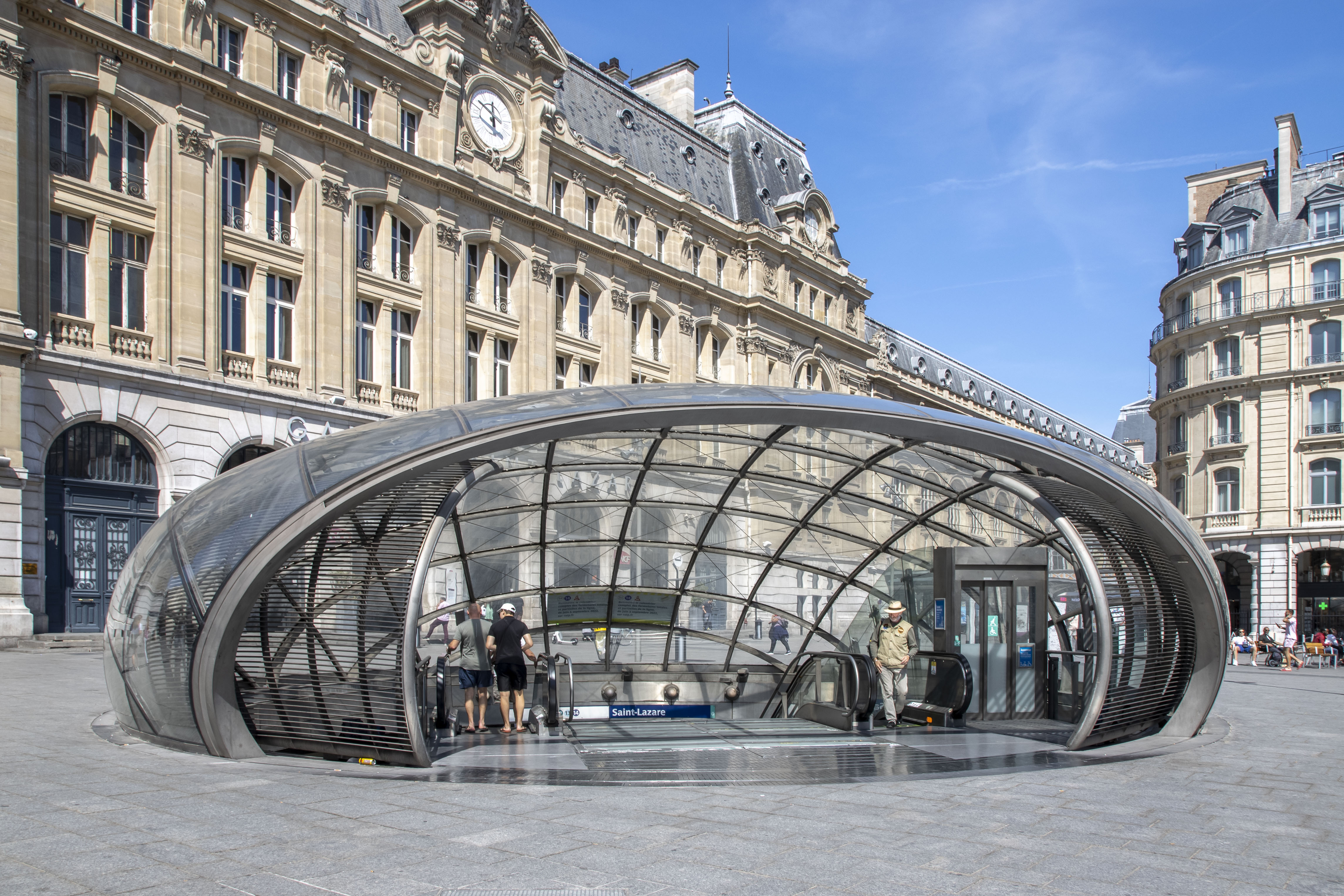
Вход на станцию линии 14
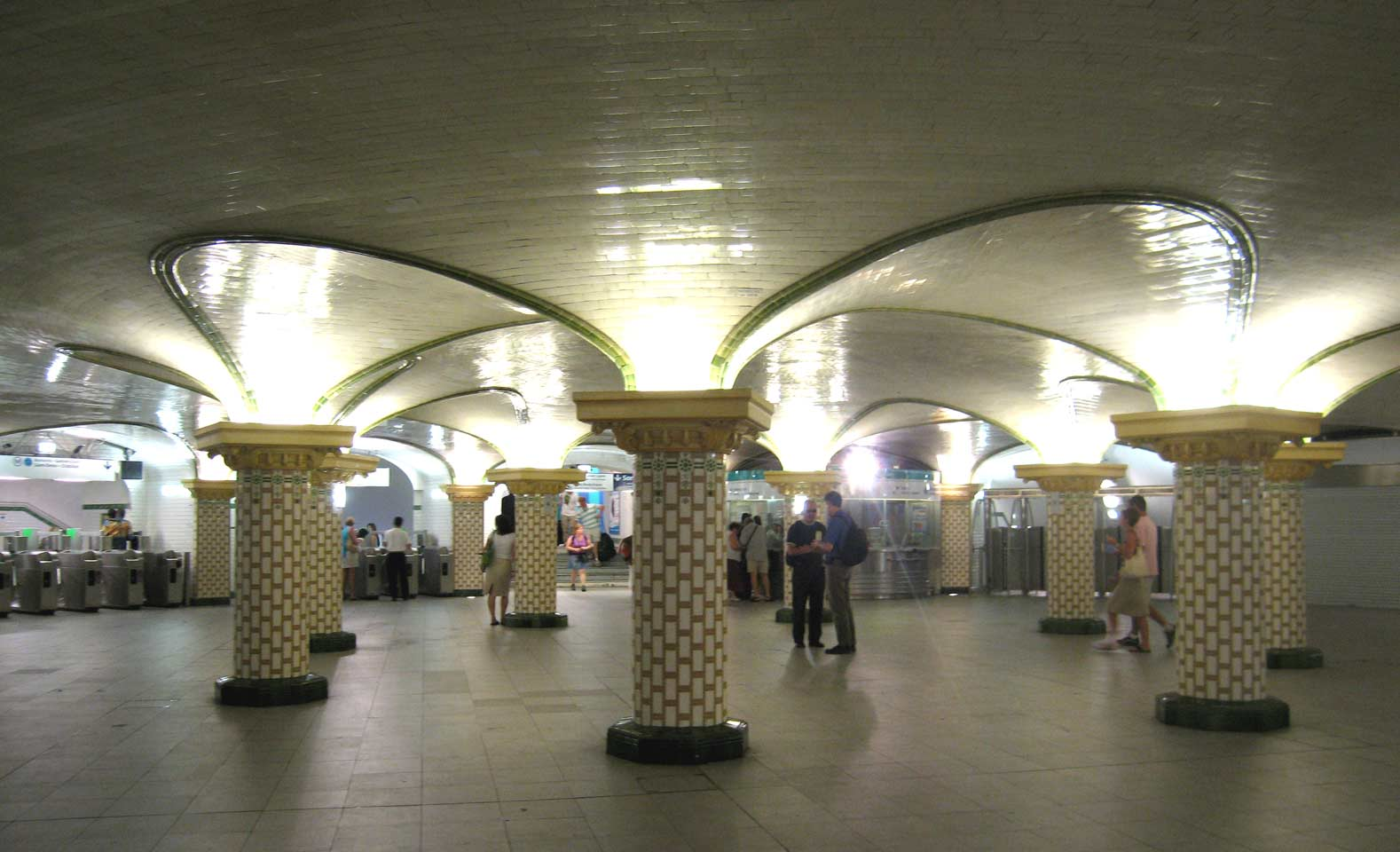
Кассовый зал
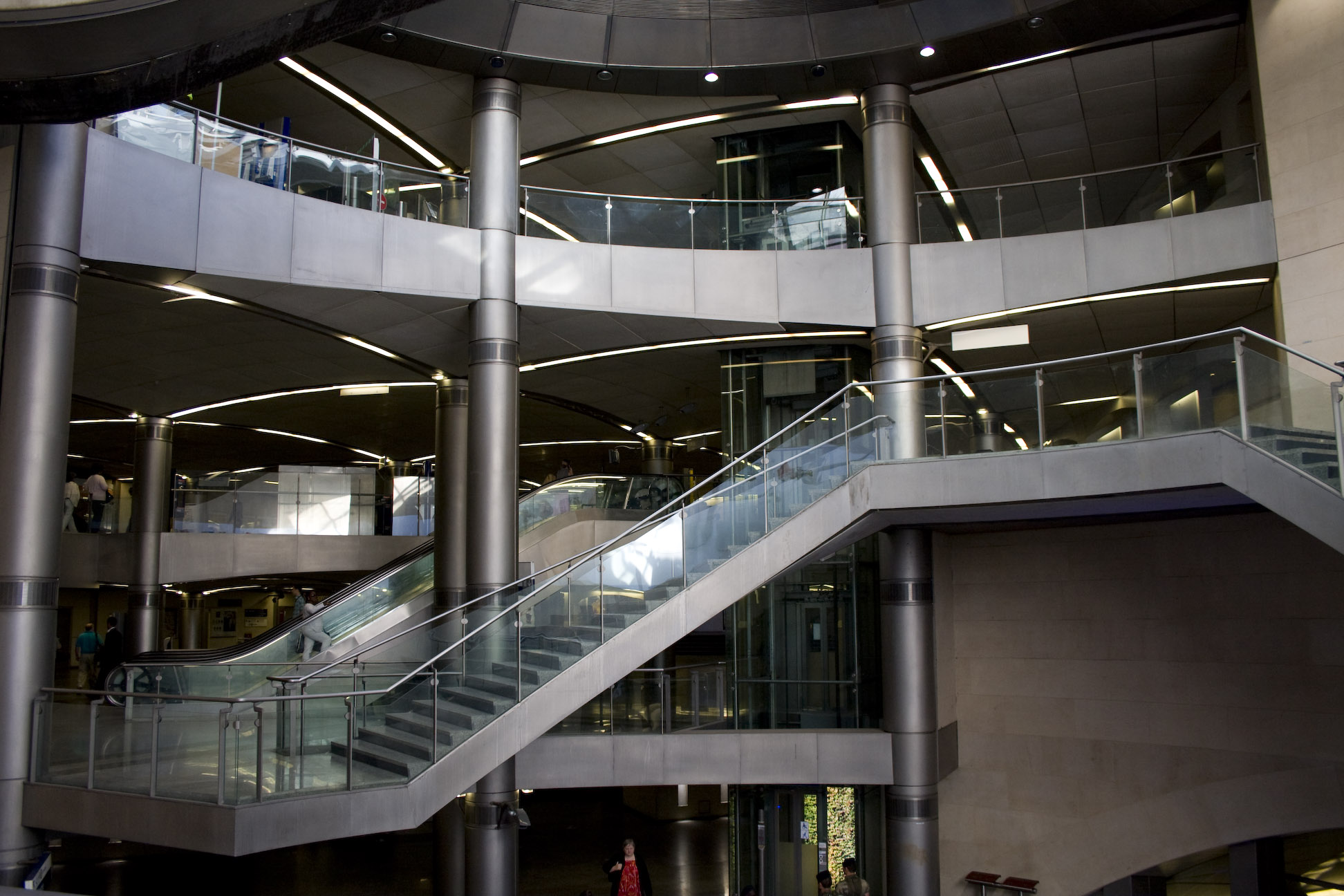
Пересадочная галерея
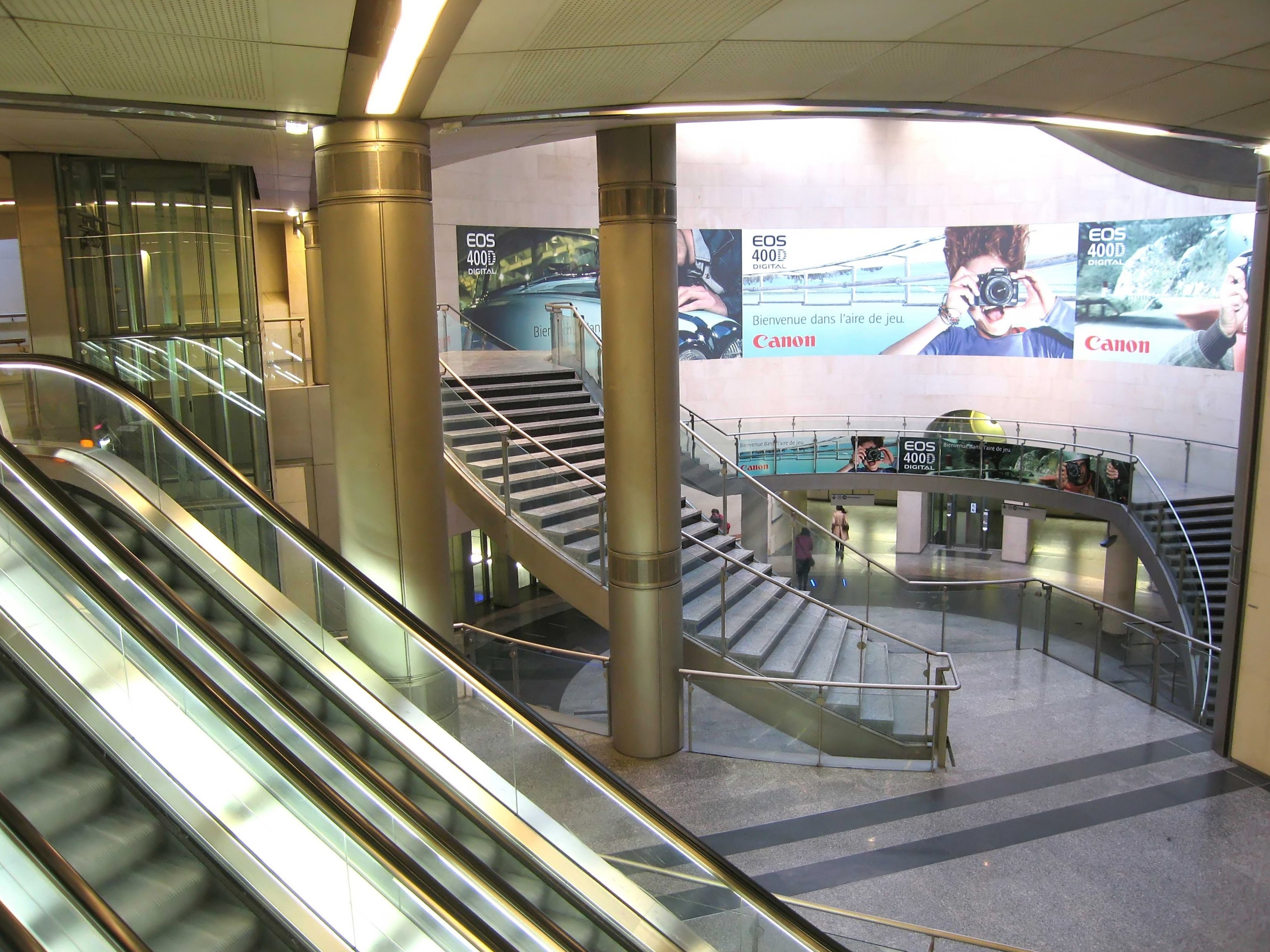
Переходы
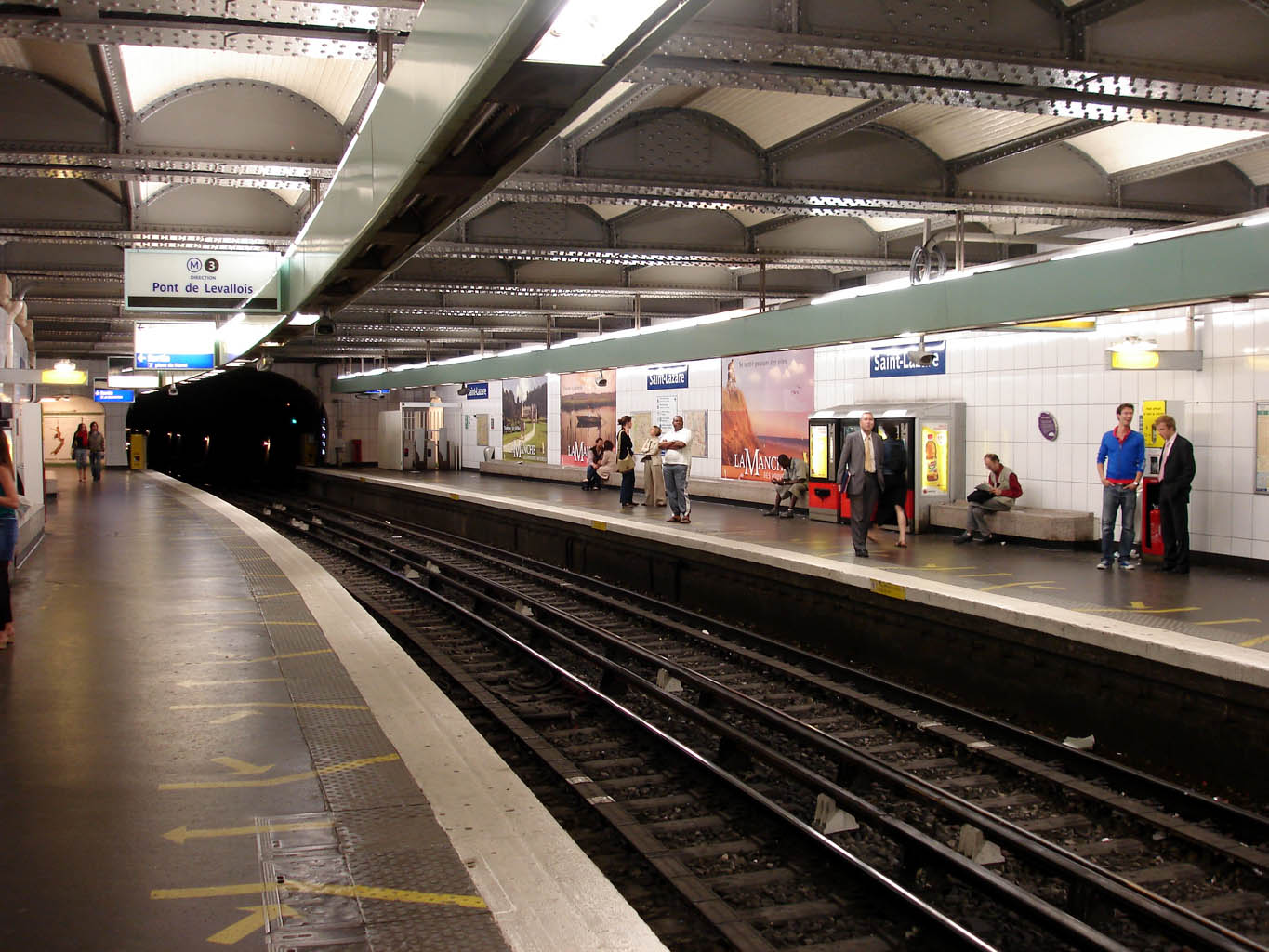
Зал линии 3
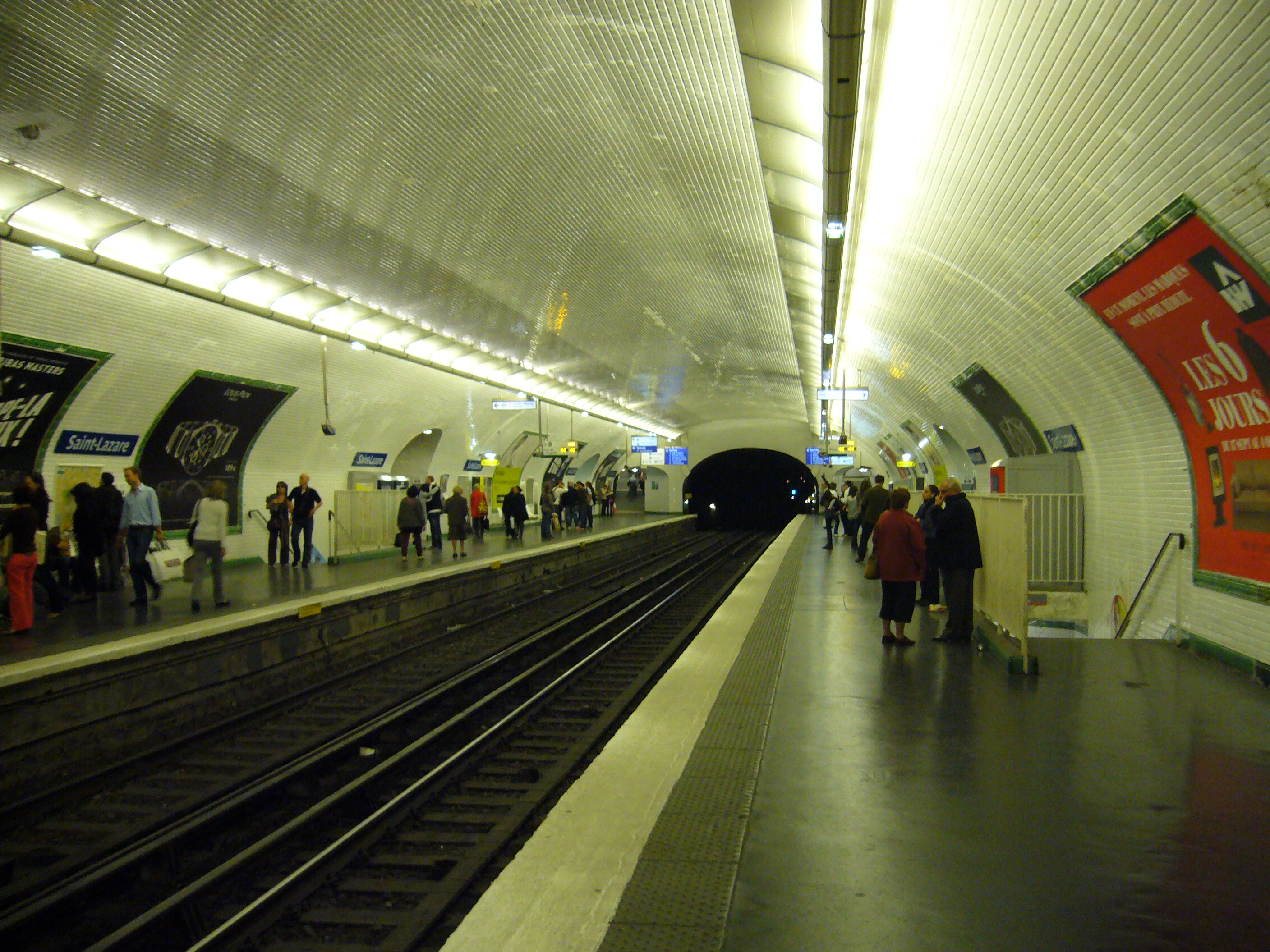
Зал линии 12
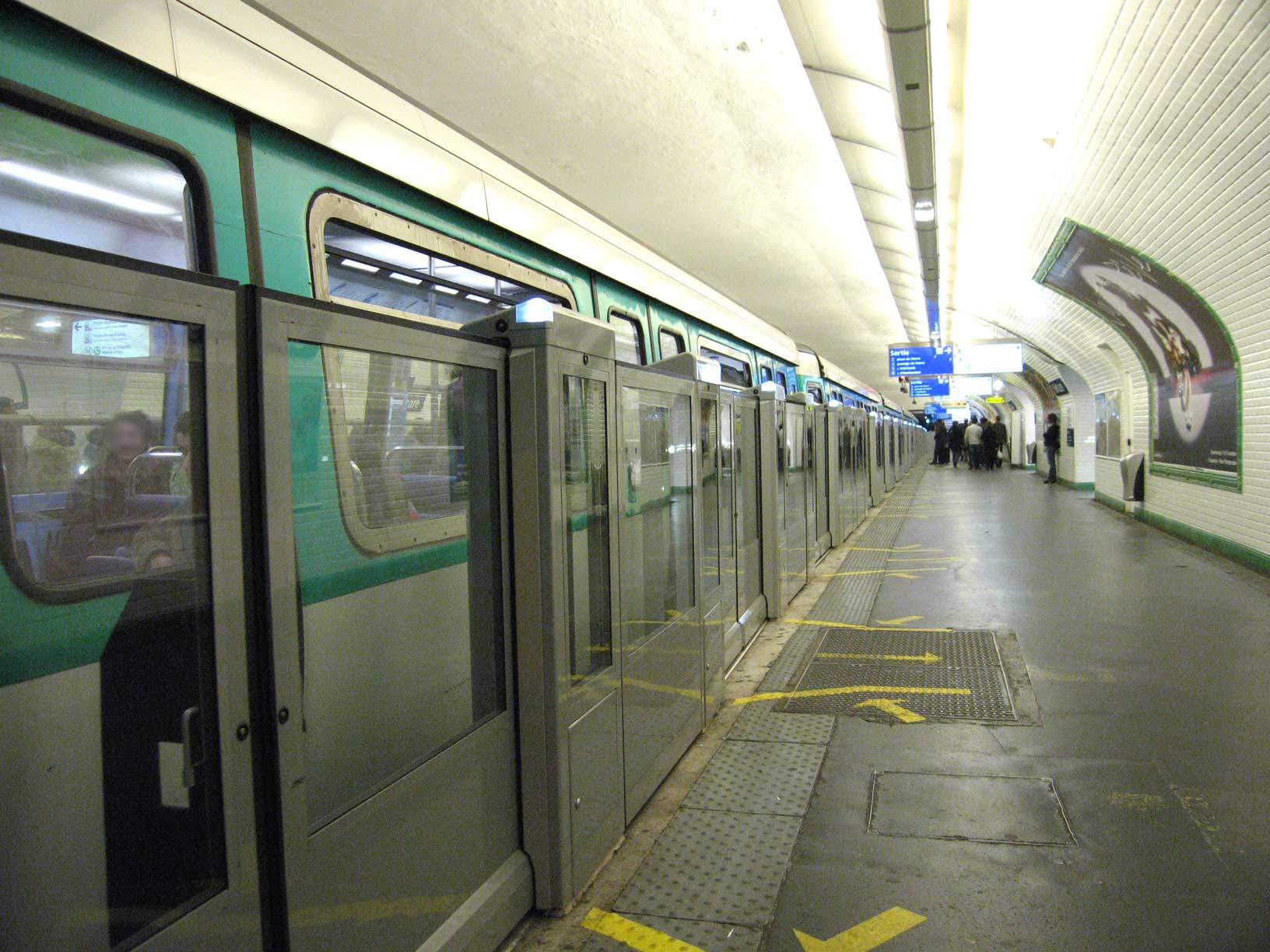
Зал линии 13 с закрытыми автоматическими платформенными воротами
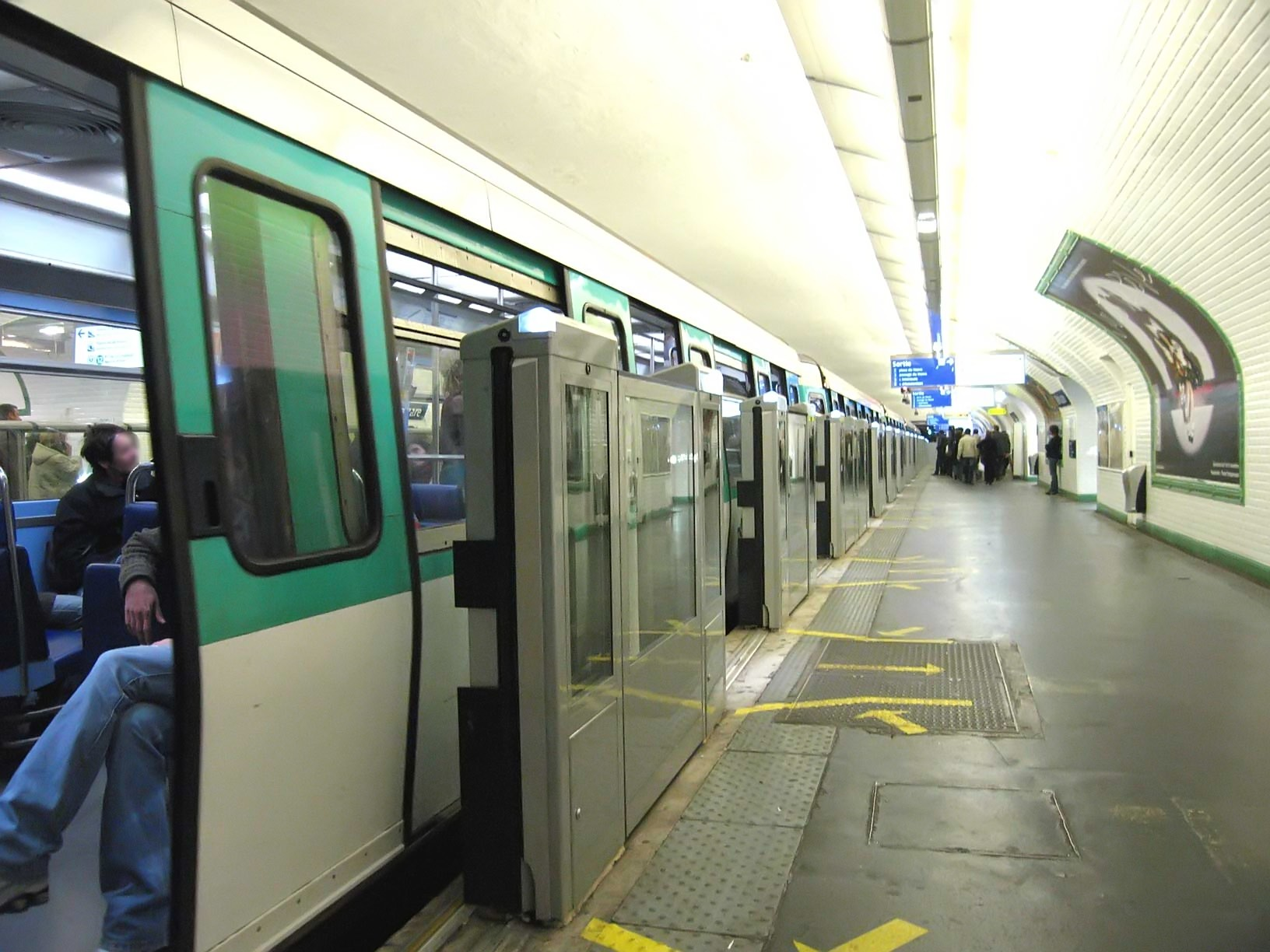
Зал линии 13 с открытыми автоматическими платформенными воротами
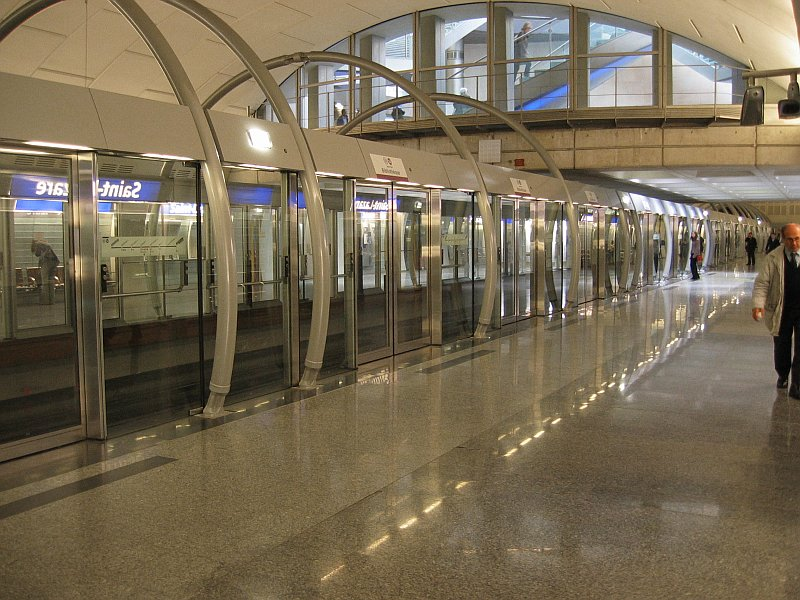
Зал линии 14
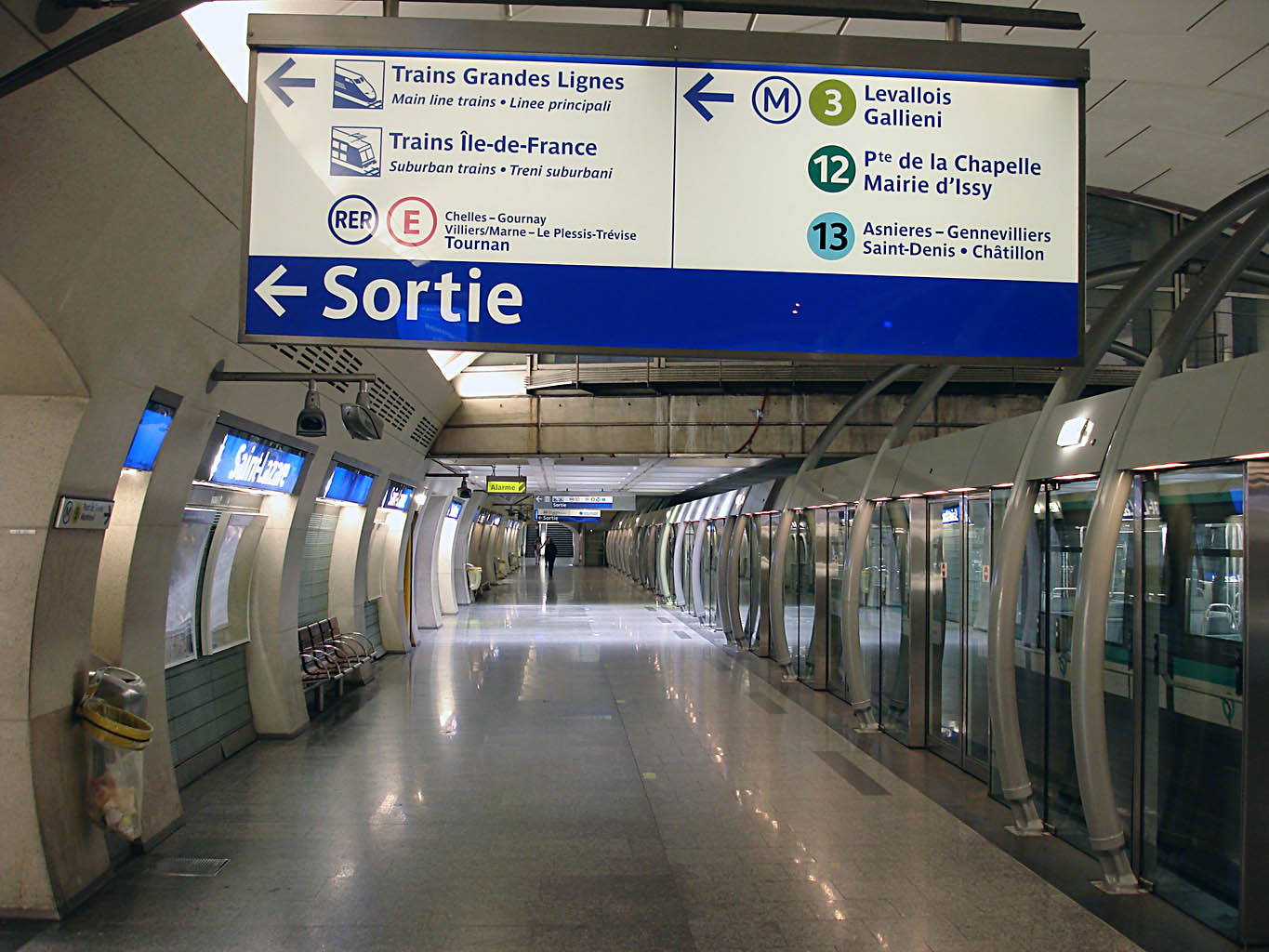
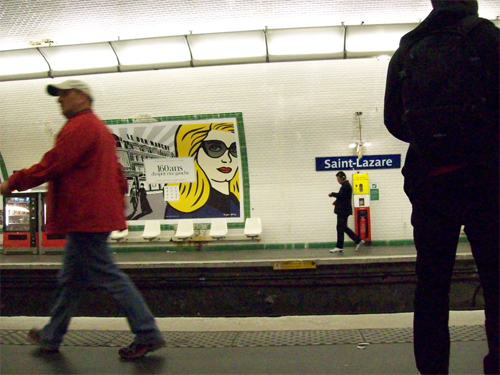